# Museo Provincial de Bellas Artes Franklin Rawson
El Museo Provincial de Bellas Artes Franklin Rawson es el principal museo de bellas artes de la Ciudad de San Juan, Argentina y uno de los principales del país por la calidad de sus obras y lo avanzado de sus instalaciones.

## Historia
La colección comenzó a formarse a instancias de Benjamín Franklin Rawson, Domingo Faustino Sarmiento y su hermana Procesa alrededor del año 1850.
En 1934 el gobierno de la Provincia de San Juan creó la Comisión Provincial de Bellas Artes y el 26 de noviembre de 1936 inauguró el Museo Provincial de Bellas Artes Franklin Rawson con sede en calle Rivadavia entre Salta y España, en la ciudad de San Juan.
En 1941 se adquieren las primeras obras de autores argentinos contemporáneos a través de un subsidio del estado nacional y se comienza a desarrollar una importante actividad cultural alrededor del museo.
En 1942 se puso la piedra basal de un edificio definitivo para el museo en los terrenos del Parque de Mayo. El terremoto de San Juan de 1944 que destruyó la mayor parte de la ciudad devastó la sede y postergó indefinidamente la construcción del edificio nuevo.
A partir de 1955 el museo se reabrió en una casa alquilada, en 1955 se trasladó a la Escuela Superior Sarmiento, en 1978 se trasladó al sótano del Auditorio Juan Victoria y en 1980 al edificio de la Escuela Normal San Martín donde funcionó hasta 2011.
En agosto de 2011 la presidenta de la Nación Argentina, Cristina Fernández inauguró el nuevo edificio. El 13 de octubre el gobernador José Luis Gioja abrió sus puertas al público. Los arquitectos Carlos Gómez Centurión, Laura Elizondo y Gustavo Suárez fueron los diseñadores del nuevo edificio ubicado en las antiguas instalaciones del Casino Provincial. El edificio fue remodelado y se le agregaron nuevos cuerpos para adecuarlo a las necesidades de espacio del museo. La obra tuvo un costo superior a los 25 millones de pesos.
Domingo Tellechea, reconocido restaurador, intervino más de 45 obras durante 9 meses para restaurarlas, debido a que muchas de ellas se hallaban deterioradas.
En 2012 la Fundación Konex le otorga el Diploma al Mérito como reconocimiento por su aporte a las Artes Visuales en la Argentina.

## Características
Cuenta con una sala especialmente dedicada a los artistas locales y una dispuesta a muestras itinerantes. Las cuatro salas restantes albergan la colección permanente del museo. También funcionan en el museo un auditorio para 170 espectadores, una biblioteca, salas para talleres más las consabidas áreas de depósito, montaje, conservación y restauración, una confitería y la tienda comercial del museo.
El museo ha recibido el nombre de Franklin Rawson en honor al célebre pintor sanjuanino precursor de la pintura argentina.

## Salas
El museo cuenta con cuatro salas diferenciadas:
- Sala Permanente sala (4 y 5): destinada a la exposición permanente de las obras del museo.
- Sala para artistas Sanjuaninos (sala 3): Destinada a la exposición de obras de artistas locales a través de la colección "Arte Visual Sanjuanino".
- Sala de Exposiciones Transitorias (sala 1 y 2): Destinada a muestras itinerantes, cuenta con más de siete metros de altura. La primera muestra ha sido la muestra Identidad del Sur conformada por 80 obras de artistas argentinos emblemáticos a través de cuatro ejes temáticos: la política, la identidad, el paisaje y la abstracción

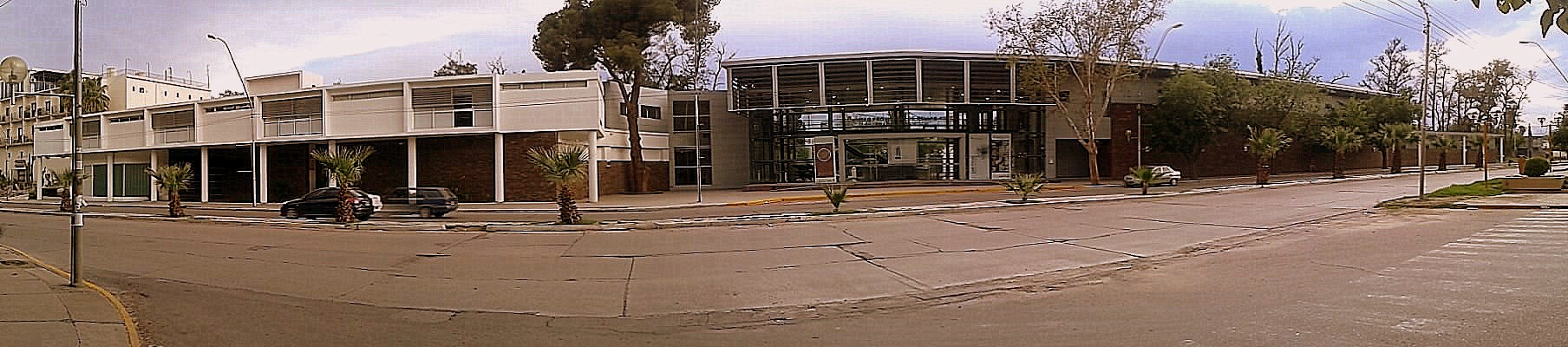
Panorámica del moderno edificio

## Colecciones

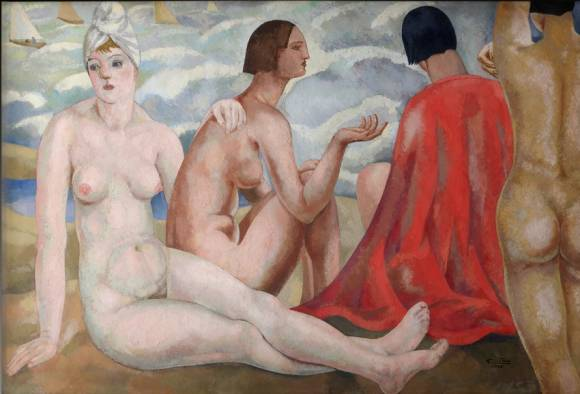
Playa, Alfredo Guttero

La colección está integrada por un total de 945 piezas, de las cuales 450 son pinturas (340 óleos, 41 acuarelas, 13 pasteles, 1 temple, 55 acrílicos y técnicas mixtas), 90 esculturas, 302 grabados, 54 dibujos y 15 fotografías. 250 obras se hallan en exposición permanente en las instalaciones del museo.
Entre las obras destacadas están la Familia de Cirilo Sarmiento de Franklin Rawson, Eduardo de Emilio Centurión y Playa de Alfredo Guttero. Otros autores destacados presentes en la muestra permanente son: Victorica, Butler, Larrañaga, Soldi, Guastavino, Scotti, Larco, Monvoisin, De la Cárcova, Forner, Thibon de Libian, Quirós, Mónaco, Azzoni, Malharro, Seoane, Ripamonte, Collivadino, Koek Koek, Tessandori, Daneri, Yrurtia, Fioravanti, Sassone, Riganelli y los sanjuaninos Genovese, Terranova, Bruzzone, Sastre, Paredes, Torresán, Bibí Zogbé, Zonza Briano, Gregorio Torres, Eugenia Belín y Procesa Sarmiento, además de obras atribuidas a Rubens y Van Dyck, y numerosas piezas de arte decorativo.